# Grand Prix automobile de Détroit 1984
Résultats du Grand Prix automobile de Détroit de Formule 1 1984 qui a eu lieu sur le circuit urbain de Détroit le 24 juin 1984.

## Classement
| Pos. | No | Pilote             | Écurie            | Tours | Temps/Abandon                      | Grille | Points |
| ---- | -- | ------------------ | ----------------- | ----- | ---------------------------------- | ------ | ------ |
| 1    | 1  | Nelson Piquet      | Brabham-BMW       | 63    | 1 h 55 min 41 s 842 (131,437 km/h) | 1      | 9      |
| Dsq. | 3  | Martin Brundle     | Tyrrell-Ford      | 63    | Disqualifié                        | 11     |        |
| 2    | 11 | Elio De Angelis    | Lotus-Renault     | 63    | + 32 s 638                         | 5      | 6      |
| 3    | 2  | Teo Fabi           | Brabham-BMW       | 63    | + 1 min 26 s 528                   | 23     | 4      |
| 4    | 7  | Alain Prost        | McLaren-TAG       | 63    | + 1 min 55 s 258                   | 2      | 3      |
| 5    | 5  | Jacques Laffite    | Williams-Honda    | 62    | + 1 tour                           | 19     | 2      |
| Abd. | 27 | Michele Alboreto   | Ferrari           | 49    | Moteur                             | 4      |        |
| Abd. | 6  | Keke Rosberg       | Williams-Honda    | 47    | Échappement                        | 21     |        |
| Abd. | 16 | Derek Warwick      | Renault           | 40    | Boîte de vitesses                  | 6      |        |
| Dsq. | 4  | Stefan Bellof      | Tyrrell-Ford      | 33    | Disqualifié                        | 16     |        |
| Abd. | 15 | Patrick Tambay     | Renault           | 33    | Transmission                       | 9      |        |
| Abd. | 9  | Philippe Alliot    | RAM-Hart          | 33    | Accident                           | 20     |        |
| Abd. | 8  | Niki Lauda         | McLaren-TAG       | 33    | Panne électrique                   | 10     |        |
| Abd. | 12 | Nigel Mansell      | Lotus-Renault     | 27    | Boîte de vitesses                  | 3      |        |
| Abd. | 18 | Thierry Boutsen    | Arrows-BMW        | 27    | Moteur                             | 13     |        |
| Abd. | 26 | Andrea De Cesaris  | Ligier-Renault    | 24    | Surchauffe                         | 12     |        |
| Abd. | 20 | Johnny Cecotto     | Toleman-Hart      | 23    | Embrayage                          | 17     |        |
| Abd. | 23 | Eddie Cheever      | Alfa Romeo        | 21    | Moteur                             | 8      |        |
| Abd. | 19 | Ayrton Senna       | Toleman-Hart      | 21    | Accident                           | 7      |        |
| Abd. | 22 | Riccardo Patrese   | Alfa Romeo        | 20    | Sortie de piste                    | 25     |        |
| Abd. | 25 | François Hesnault  | Ligier-Renault    | 3     | Collision                          | 18     |        |
| Abd. | 24 | Piercarlo Ghinzani | Osella-Alfa Romeo | 3     | Collision                          | 26     |        |
| Abd. | 28 | René Arnoux        | Ferrari           | 2     | Accident                           | 15     |        |
| Abd. | 10 | Jonathan Palmer    | RAM-Hart          | 2     | Crevaison                          | 24     |        |
| Abd. | 14 | Manfred Winkelhock | ATS-BMW           | 0     | Moteur                             | 14     |        |
| Abd. | 17 | Marc Surer         | Arrows-BMW        | 0     | Collision                          | 22     |        |
| Nq.  | 21 | Huub Rothengatter  | Spirit-Ford       |       | Non qualifié                       |        |        |

## Pole position et record du tour
- Pole position : Nelson Piquet en 1 min 40 s 980 (vitesse moyenne : 143,422 km/h).
- Meilleur tour en course : Derek Warwick en 1 min 46 s 221 au 32e tour (vitesse moyenne : 136,346 km/h).

## Tours en tête
- Nelson Piquet : 63 (1-63)

## À noter
- 12e victoire pour Nelson Piquet.
- 34e victoire pour Brabham en tant que constructeur.
- 7e victoire pour BMW en tant que motoriste.
- Martin Brundle finit deuxième de la course à 0 s 837 de Nelson Piquet sous le drapeau à damiers mais il est disqualifié pour un montage d'un ballast d'essence illégal.